# Powderham Castle

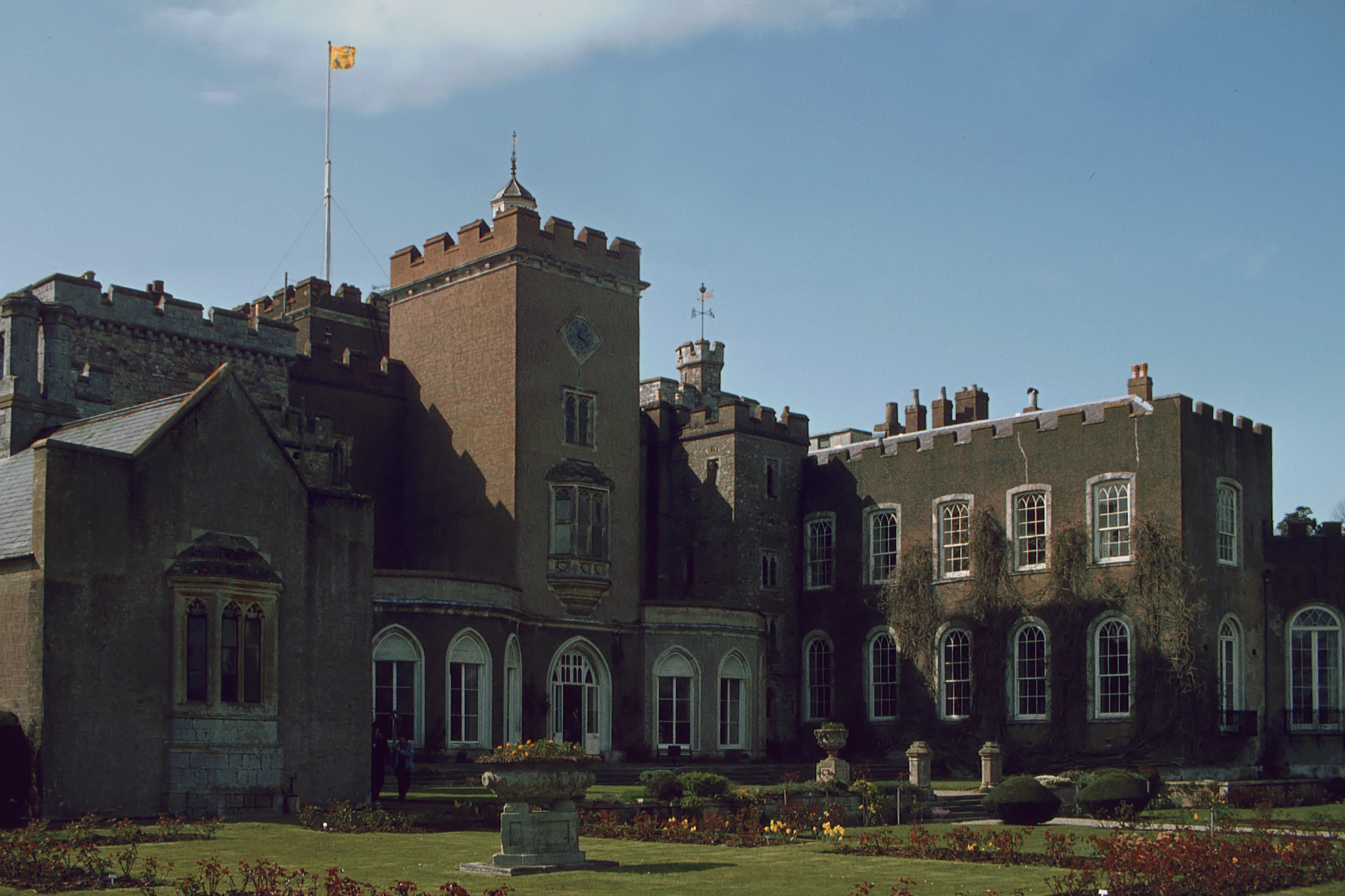
Powderham Castle, Gartenseite

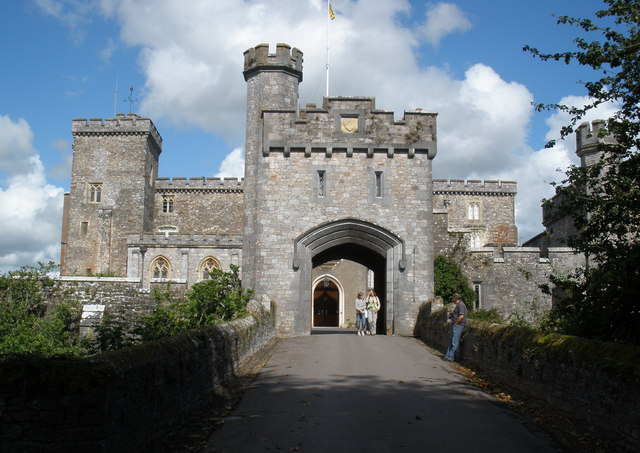
Torgebäude

Powderham Castle liegt südlich der englischen Stadt Exeter in der Grafschaft Devon. Das zugehörige Anwesen reicht bis an die Westseite der Mündung des Flusses Exe zwischen den Ortschaften Kenton und Starcross.
Das Schloss Powderham wurde zwischen 1390 und 1420 von Sir Philip Courtenay (1355–1406), einem Sohn des Hugh de Courtenay, 2. Earl of Devon aus der Familie Courtenay, errichtet und ist bis heute im Besitz seiner Nachkommenlinie Courtenay of Powderham, die seit 1831 deren Oberhaupt seit 1831 den Titel Earl of Devon führt. Sir Philips Mutter, Margaret de Bohun, Tochter des Humphrey de Bohun, 4. Earl of Hereford und der Elizabeth de Plantegenet, Tochter König Edwards I., hatte die Ländereien von Powderham 1325 als Mitgift in den Besitz der Familie Courtenay gebracht, woran das Wappen der Familie Bohun an der Innenseite des Tores erinnert.
Das Bauwerk hat den für das Mittelalter typischen Langhallen-Grundriss mit sechs Türmen, von denen aber nur noch einer steht. Im 18. und 19. Jahrhundert wurde das Bauwerk verändert und erweitert, am nachhaltigsten in den 1790ern durch den bedeutenden Architekten James Wyatt. Der heutige Zugang durch das Tor, über den Schlosshof und durch den Rittersaal geht auf das 19. Jahrhundert zur Zeit des William Courtenay, 10. Earl of Devon, zurück. Über dem Bogengang im Schlosshof ist sein Wappen und auch das seiner Frau, Lady Harriet Pepys-Leslie, zu sehen. Sie war die Tochter des Hofarztes König Georgs III., Sir Lucas Pepys, 1. Baronet, und Jane Leslie, 12. Countess of Rothes.
Vom Rittersaal aus gelangt der Besucher durch die erste Bibliothek, das Musikzimmer, die zweite Bibliothek, das Porzellanzimmer und das Treppenhaus schließlich in den Marmorsaal, bauhistorisch und bezüglich der Einrichtung der interessanteste Raum. Er hat immer noch die drei Eingänge von 1390, die in die Küche und in die Speisekammer führten. Zur Ausstattung gehören ein Brüsseler Gobelin aus dem 17. Jahrhundert; ein Teil der Tapete ist aus derselben Zeit. Die Standuhr aus der Zeit um 1740 kommt aus der Werkstatt des bekannten Uhrmachers William Stumbels in Totnes; das hölzerne Familienwappen geht auf das Jahr 1553 zurück. An den Wänden hängen etliche Porträts von Mitgliedern der Familie Courtenay, die auf verschiedenste Weise an der Geschichte Englands teilhatten.
Zum Schluss ist noch die Kapelle anzusehen, die in einem Bau aus dem 15. Jahrhundert untergebracht ist, und die 1861 geweiht wurde. In der Zeit des 11. Earl of Devon wurden täglich Gottesdienste abgehalten, und es gab einen Hauskaplan. Von der Kapelle sind es nur ein paar Schritte hinaus auf die Gartenterrasse an der Ostseite des Schlosses. Der Blick geht von dort aus über den Park und reicht bis zur Mündung des Exe.
Das Schloss und die umgebenden Anlagen stehen als Listed Building mit unterschiedlichem Schutzstatus (Grade) unter Denkmalschutz: das Hauptgebäude als Grade-I, der Garten sowie die über den Kenn führende Brücke der Zufahrtsstraße als Grade-II*, die Außenwände und Glashäuser des Küchengartens, das neugotische Teehaus im Amerikanischen Garten sowie ein einzeln stehendes Gebäude (Lodge) an der Zufahrt aus Richtung Kenton als Grade-II.
In neuerer Zeit war das Schloss Drehort für den Film The Remains of the Day sowie für die Komödie Churchill - The Hollywood Years, außerdem für verschiedene Fernsehproduktionen.

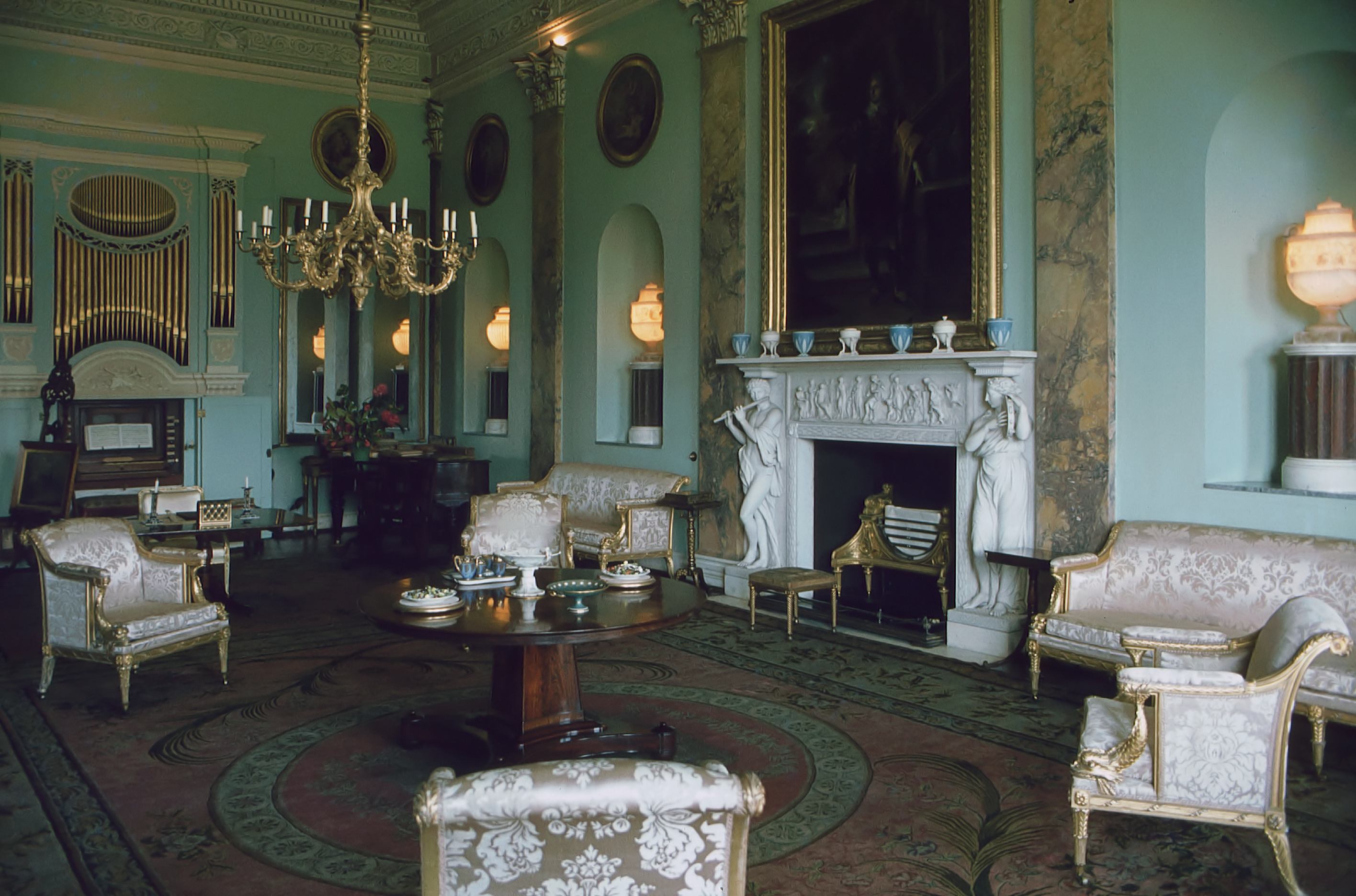
Musiksalon
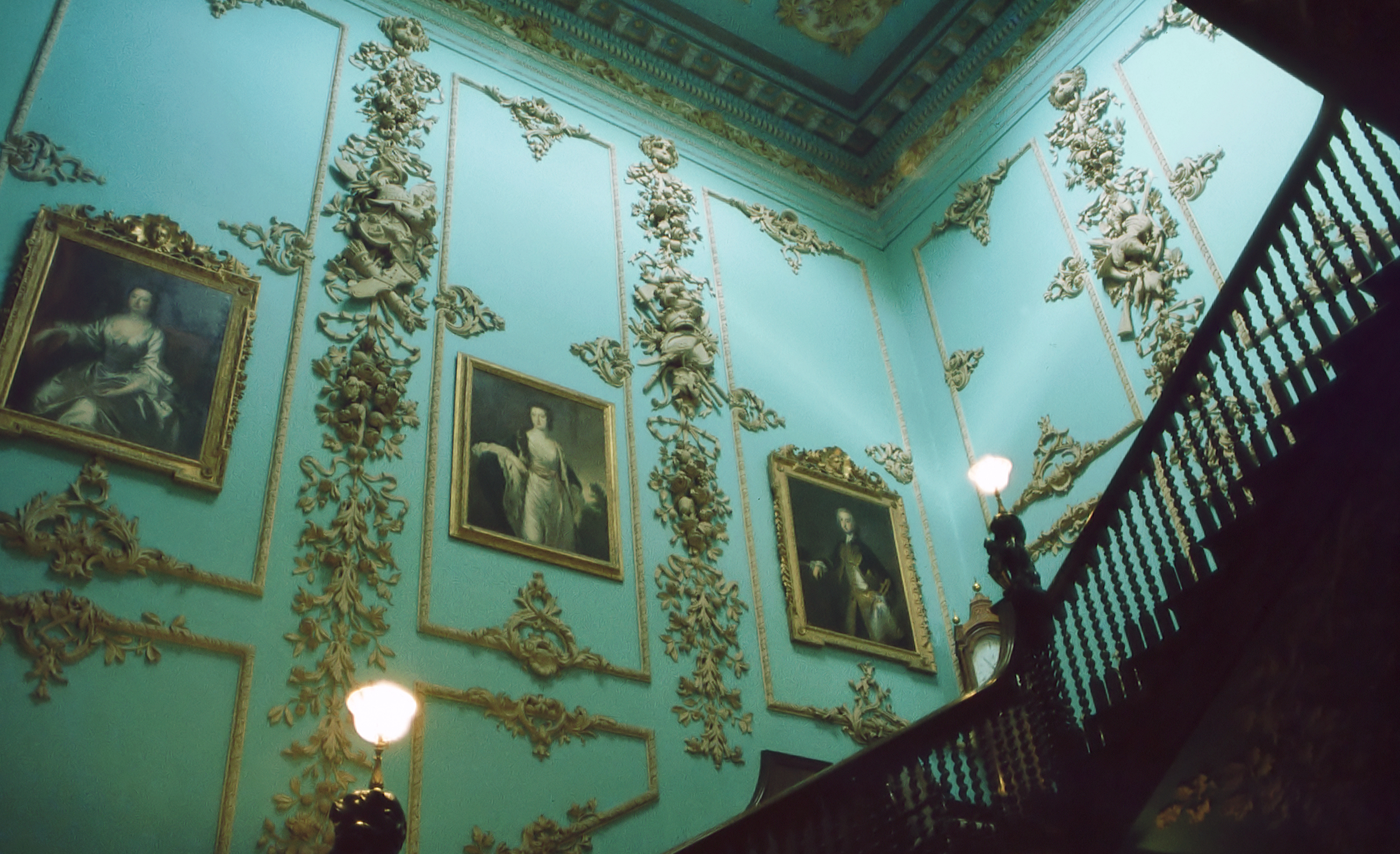
Treppenhaus
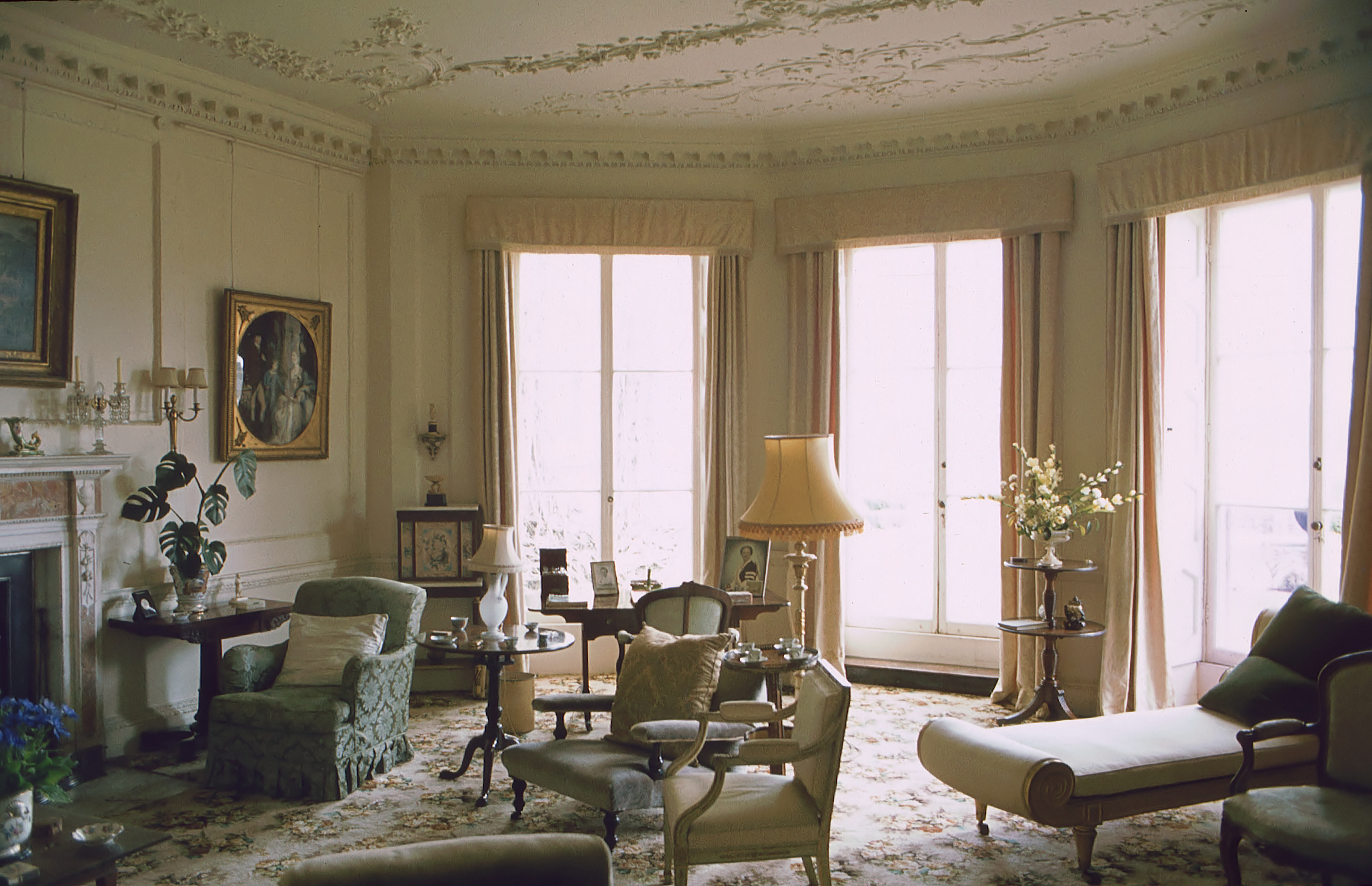
Weißer Salon
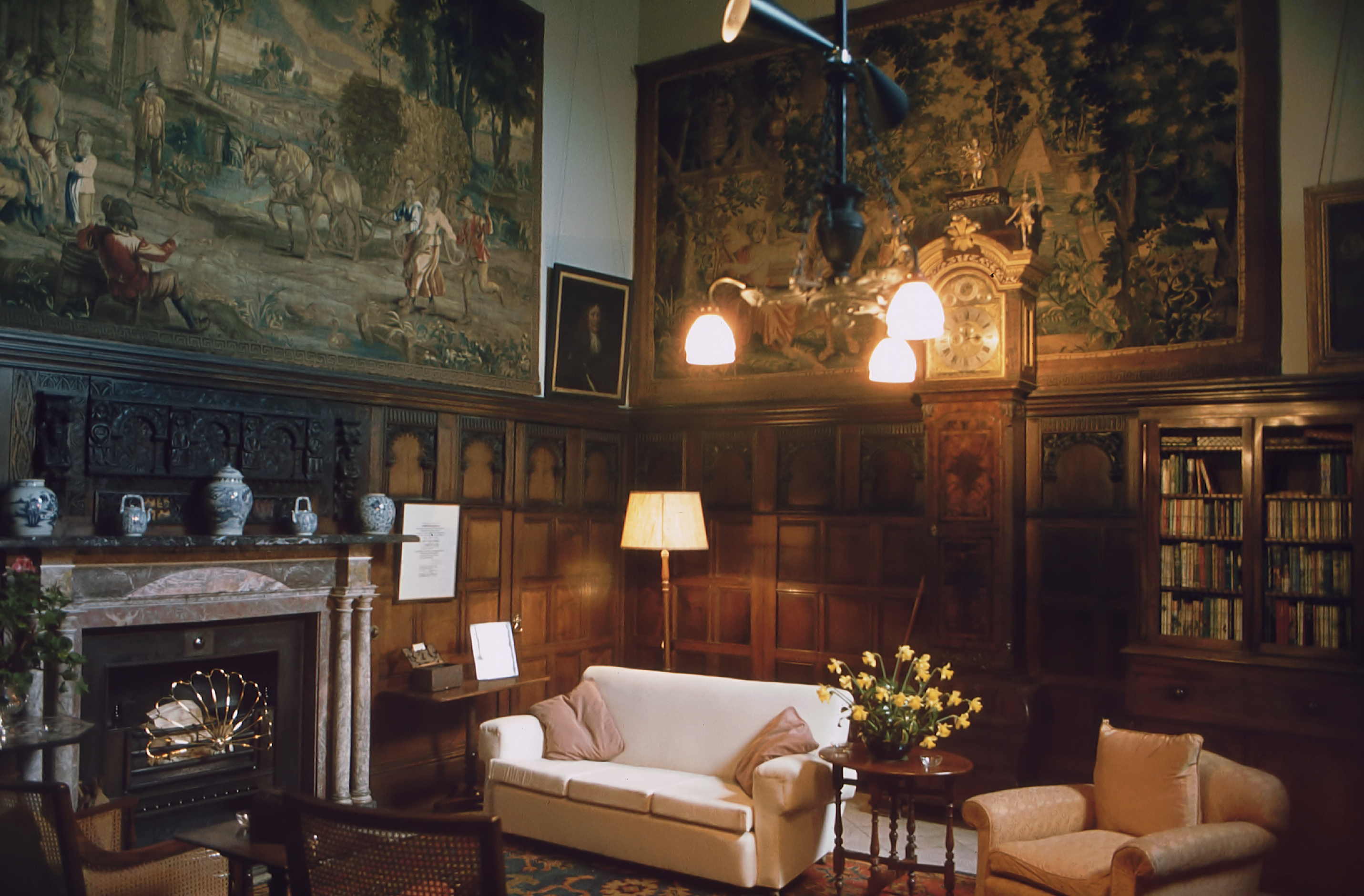
Marmorsaal